# 交通

エジプトの海上交通

交通（こうつう、英語: transportation）とは、人や物が物理的に行き交うこと。
経済目的の実現に基本的必然的に伴う経済的物理現象で様々な態様で連続的に発生している。「交通」は広義には思想の場所的移動（通信）も含む概念である。ただし、一般に「交通」という場合には通信を含まない語として使われる場合がほとんどであり、例えば学問上も交通工学や交通経済学、交通地理学といった学問領域は通信を対象に含めない。
「交通」は人や物の場所的な移動のことを指す言葉で、空間的に離隔された地理的な障壁を乗り越える行為だとも言われている。交通は、人間の生活を営む上であっては当たり前の存在であり、人間社会の発展のためには必要不可欠な存在でもある。技術の進展に伴い交通機関も進化してきており、移動できる範囲は大きく広がってきている。交通という経済活動は、物を移動する必要性という交通需要とそれを移動させる交通労務の供給の上に成立するとされる。
交通は移動の対象から旅客交通と貨物交通に分けられる。旅客交通における交通需要としては、日常的な通勤・通学・通院などから観光まで様々なものがある。また、交通は移動の場所から陸上交通、水上交通、航空交通に分けられる。

## 交通機関
交通の手段・方法として整備された体系を交通機関または交通システムと呼ぶ。交通機関は、人間社会の発達に従って、より高度な手段を提供するように発達してきた。逆に交通機関における技術革新が人間社会の姿を大きく変化させてきた側面もある。

### 交通機関の要素
交通機関には、通路、運搬具、動力の三要素があるとされる。
通路
鉄道路線、道路、航路、航空路などを指す。鉄道の線路・舗装路・運河のように著しい工事が必要なものと航路や航空路のようにほぼ自然のままのものとがある。単一もしくは複数の交通機関によって網の目のようにめぐらされた交通路を交通網（交通ネットワーク）という。またこうした通路は鉄道や道路のように大規模なインフラ整備が必要であるものが多く、通路自体の建設の必要ない海運や空運においても、発着点および他の交通機関へのアクセスポイントとして港湾や空港の整備は必須であるため、多くの場合こうした交通インフラには公的機関による直接整備が行われ、民間によって建設される場合においても国や地方公共団体による指導や統制が行われることが多い。
運搬具
現代の交通機関の代表例として車両、航空機、船舶などがある。
動力
交通機関の動力としては、人力・畜力・風力・水力など自然的なものと、蒸気力・石油燃焼爆発力・電力など人工的なものとがある。歴史的には交通機関は動力面において馬車から蒸気機関車・電車などへ、帆船から蒸気船・モーターボートなどへと機械化が進んだ。
かつて交通手段は人足、牛馬、ラクダといったもので運搬具と動力が未分化であったが、運搬具と動力源の分離によって自然的制約を受けることが少なくなり交通の発達に画期的な進歩をもたらしたとされる。
今日の交通機関は、ITS、鉄道の運行計画、道路の信号制御、航空管制などを代表とする運行制御システム、また、運賃、収益管理、マーケティングなどの営業システムの点で著しい発達を遂げている。

### 交通機関の特性
交通機関には次のような特性がある。
公共性
交通網が高度に発達した現代社会においては人や物は交通網を利用して円滑に移動することを前提とするようになった。交通機関の一部がストップするだけでも社会問題となるのは、多くの人が通勤・通学といった日常生活や業務を交通機関に頼っているからである。交通は人間生活の根幹にかかわる重大事であり、ここに交通の公共性が認められ、交通業に対する保護・助長・監督・統制あるいは交通の秩序と安全の維持といった交通政策・交通行政が行われる。
投資規模
一般に交通機関を整備するには巨額の費用がかかる。空間的に移動することが交通の目的であるため、広域な設備が必要になる。また、通勤ラッシュのように集中的な需要も発生するため、大容量の確保が過剰な投資に繋がりやすい。更に、これらの施設や交通具は、他の用途への転用が難しいため、埋没費用が大きくなる。
耐用年数
一般に交通機関に使用される施設の耐用年数は長い。コンクリート、盛土、鋼などの材料でできた施設は、長い将来にわたって使用されることになる。将来の需要予測には大きな不確定要素が伴うので、投資の意思決定が困難になる。

## 交通の分類
交通にはさまざまな分類が存在する。まず、輸送する対象によって、旅客交通と貨物交通に分類される。旅客交通はさらに、個人が私的に移動する私的交通と、公共交通とに分けられる。公共交通はさらに貸切輸送と乗合輸送に分けられるが、通常は公共交通と言えば乗合輸送のことを指し、貸切輸送は広義の場合にのみ公共交通に含まれる。

### 旅客輸送
旅客輸送は、短距離交通と長距離交通とに大きく分けられ、様相を異にする。短距離交通でもっとも大きな割合を占めるものは自家用車であり、公共交通の整備されていない地方部ではさらにその割合は増加する。一方で、とくに都市部においては大量輸送が必須となるため自家用車の割合は減り、鉄道や地下鉄、バスといった公共交通機関の割合が増加する。長距離輸送に関しては、バスを含む自動車の優位性は距離とともに逓減していく一方、300kmから500km程度の都市間輸送においては鉄道、とくに高速鉄道が優位性を示すようになる。700km以上の旅客輸送においては、主要交通機関の中で最も高速な飛行機の優位性が確立している。船舶は低速であるため、特殊な場合を除き旅客輸送においては重要性を持たない。ただし小規模離島においては船舶以外の交通手段は存在しないことが多い。

### 貨物輸送
貨物輸送においては、近距離輸送では自動車（トラック）輸送が非常に優位である。トラックは出荷から配送までを直接行うことができるため積み替えが最小限で済み、また状況に応じ弾力的な運用が可能であるなど利便性が高い。大量の物資の長距離輸送では自動車より鉄道に優位性があるが、末端部の輸送においては自動車との連携がほぼ必須である。長距離・大量の貨物輸送において最も大きな割合を占めるものは船舶であり、運行コストが非常に安価であるため広く使用される。飛行機は運行コストが高いため、高価かつ迅速な輸送が求められる貨物に使用される程度である。また、複数の交通機関を積み替えなしで一貫輸送する、いわゆるインターモーダル輸送が推進されており、輸送の貨物コンテナ化が進んだ。

## 交通手段
最も基本的な交通手段は徒歩であるが、1日40キロメートル程度の移動距離が限界である。時代の経過とともに技術が進化し、馬車、帆船、鉄道、自動車、航空機が発明され続けてきた。交通手段の進化は、同時に行動できる範囲を格段に広げることにつながり、人の文化交流や物の物流の広域化をもたらしてきた。現代社会において主力となる交通機関は、自動車（道路）、列車（鉄道）、船舶、飛行機であり、それぞれに一長一短があるため、この4種を組み合わせた交通体系が構築されている。
1時間で移動できる距離は、徒歩が3 - 6キロメートル、自転車が15 - 25キロメートル、自動車が40 - 100キロメートル、高速鉄道が300キロメートル前後、飛行機で800キロメートル前後が目安である。

### 陸上交通機関
陸上交通の輸送手段としては、古く人や動物の力を利用したものが広く利用されたが、今日では鉄道や自動車が主たる交通機関となっている。

#### 人力・畜力

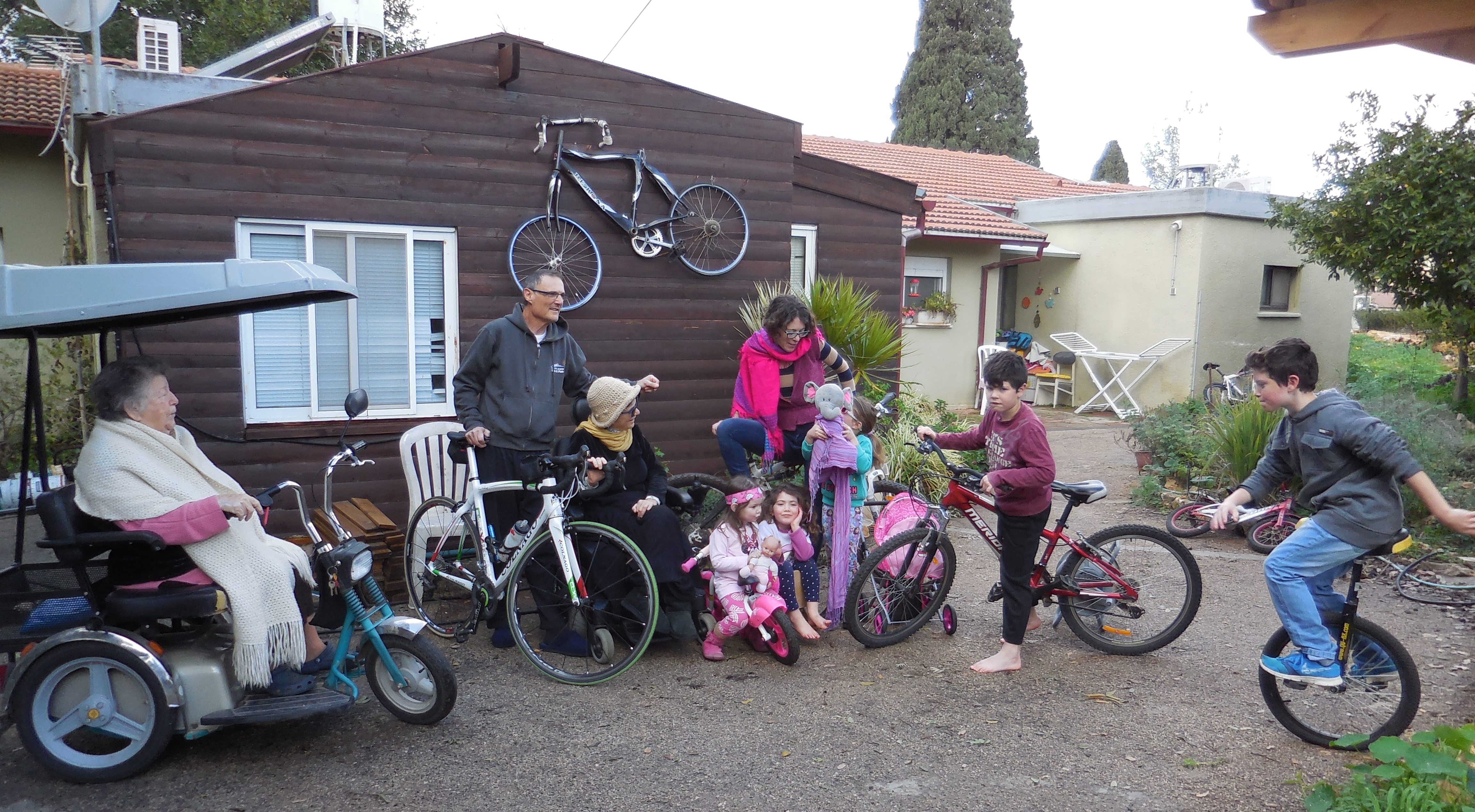

徒歩は現代でも近距離交通においては重要な交通手段であり、また公共交通機関や他の輸送機械を使用する場合でも歩行は必須である。人力を原動力とする交通機関も古くから存在し、駕籠や人力車、人車軌道などはかつて盛んに用いられていた。人が荷物を背負い直接輸送を行うことは現代でも行われており、また大八車、リヤカー、ショッピングカート、バゲージカート、シルバーカーといった台車を使用することも多い。自転車は整備された路面であれば単純な人力より数倍の速度が可能であるため、都市交通では大きな割合を占めており、より多くの荷物を載せられるようにしたカーゴバイクを使用したり、三輪車に台車をひかせて貨物輸送に使用されることもある。歩行困難な障害者の移動用具としては車椅子が広く使用される。
人力の次に使用された動力は、家畜である。人や物を直接乗せる際は駄獣、台車などを引かせて使用する場合は輓獣と呼ばれる。交通用の家畜として最も用いられたものはウマである。ウマに引かせる馬車は西洋で広く用いられ、19世紀には乗合馬車が都市交通の要となり、レールの上を走る鉄道馬車へと移行して1920年頃まで運行していた。そのほかにもウシやロバ、ラバなどが世界的に広く役畜として使用され、ウシに引かせる牛車も存在した。特殊な地域の交通に用いられたものとしては、乾燥地帯でラクダの導入によって乾燥地帯を越える交易ルートの設定が可能となり、「砂漠の舟」と呼ばれるほどの重要性を持っていた。寒冷地においてはトナカイやイヌを役畜として、犬ぞりのようにそりを引かせていた。ただしこうした畜力使用は自動車の普及とともに衰退し、20世紀後半からは特殊な場合を除きほぼ使用されなくなった。

#### 動力機関
動力機関を持つ陸上交通は、軌道を走るものと道路上を走るものに二分される。
軌道を走るものとして最も重要なものは、二本のレールの上を走る鉄道列車である。鉄道は大量輸送に適した交通機関であり、通勤・通学輸送や都市間輸送に強みを持つ。都市交通としては、地下を走る地下鉄や路上を走る路面電車、ライトレールなども重要である。技術改良も進んでおり、新幹線をはじめとする高速鉄道が世界各地に建設されている。1本のみの軌道上を走る列車はモノレールと呼ばれる。軌道から浮上させて運行する浮上式鉄道も、磁気浮上式鉄道と空気浮上式鉄道の2種類が存在する。ケーブルカーや、ロープウェイやチェアリフトといった索道も広義には鉄道の一種である。このほか、エレベーターやエスカレーターなども一定の軌道上を動く交通機関である。ベルトコンベアは鉄鉱石や石灰石などの重量物の輸送や、工場内輸送や手荷物輸送などに使用されるほか、動く歩道として人の移動にも使用される。
道路上を走るものとして最も重要なものは自動車である。自動車は自家用自動車や貨物自動車、バスなど用途によっていくつかの種類に分かれ、利便性が高く小規模で柔軟な運用が可能であることが強みである。原動機付き二輪車はオートバイと総称され、自動車よりもさらに近場で利用する手軽な乗り物として広く使用される。このほか特殊な状況や場所で使用する原動機付き車両としては、ゴルフカート、セグウェイ、電動車いす、シニアカー、スノーモービルなどがある。

### 水上交通機関
最も原始的な水上交通機関は水流を利用するか人力で舟を操作するものであり、ドラゴンボートやカヌー、ガレー船といった櫂やパドルで漕ぐもののほか、艪で漕ぐものがある。足でペダルを踏んで進む足漕ぎボートもこの系譜に属する。運河などにおいては帆走が難しいため、隣接して曳舟道が必ず設けられ、陸上から人や動物が舟を曳く曳舟が行われていた。次いで、風を帆に受けて進む帆船が発明され、近代に至るまで海上交通の主役となっていた。汽船の進歩によって純帆船はほとんど商用に使用されなくなったが、スポーツ用のヨットなどではいまだに利用されている。
現代の水上交通機関はほとんどが内燃機関を搭載している。大型商用船舶はその用途により旅客船、貨物船、貨客船に分かれ、自動車ごと旅客を運送する貨客船はフェリーと呼ばれる。一般の船舶より高速なものは高速船と総称され、水中翼船やホバークラフトなどが使用される。また、橋を架けるほどの交通量のない短距離航路においては、小型船舶による渡し船が運行している。両岸をチェーンケーブルで渡し、ケーブルで船を鋼索するケーブルフェリーは、索道と船舶の性質を併せ持った存在である。

### 航空交通機関
空運には飛行機が主に使用される。飛行機は発着に滑走路が必要であり、天候の影響を受けやすくコストが高いものの、その高速性で遠距離旅客輸送の主力となっている。このほか、回転翼を利用するヘリコプターも、滑走路が必要なく狭い土地での離着陸が可能であるため、小規模な旅客や貨物の輸送に使用されている。20世紀初頭においては、空気より比重が軽い気体を用いて機体を浮揚させる飛行船も用いられていたが、1937年の事故を機に下火となった。

## 影響

### 経済
交通の発達とその円滑な運営は経済にとって不可欠である。道路・鉄道・港湾・空港などはインフラストラクチャーのひとつであり、経済の基盤となっている。旅客および貨物の運輸業は経済の重要な一部分であり、さらに交通に用いるための自動車・鉄道車両・船舶・飛行機といった輸送機械の製造は大規模産業として経済に占める割合も大きい。また、公共事業による交通インフラの整備はそれ自体が重要な経済活動となっている。
貨物の大量輸送においてもっともコストが低いものは海運であり、さらに公海には海洋の自由が存在するため、公海へのアクセスがある国家はコストが低く隣国の政治情勢に左右されない安定した貿易ルートを確立することができる。このため、一般に内陸国は海洋を持つ国家に対して低い経済成長を余儀なくされる。スイスのように近隣国の経済が良く開発され、交通インフラも整っている場合は経済を成長させることも可能であるが、とくにアフリカでは海洋国の交通インフラや市場がまったく整備されていないため、それに依存せざるを得ない内陸国はより貧しくなることが多い。
グローバリゼーションの進展とともに、旅客・貨物ともに交通量は増大の一途をたどっている。観光目的の海外旅行やビジネス客などを主とする自国外への旅行者の総数は、1960年の1億人未満から、2015年には11億9,000万人にまで増大した。このうち出発国の近隣諸国への旅行客が77%を占め圧倒的に多いものの、遠隔地諸国への旅行者の割合は増大しつつある。一方で、事故や戦争、疫病や災害によって交通が寸断されることは珍しくなく、この場合経済に大きな影響が及ぶ。2020年にはCOVID-19のパンデミックが起きて世界各国が出入国制限や都市封鎖、行動制限を実施した結果交通量が大幅に減少し、2020年3月末には世界全体の航空便数が前年同期比で37%にまで激減、世界の大都市でも交通量が軒並み30%程度にまで激減し、経済に大きな打撃を与えた。

### 環境
運輸部門における二酸化炭素排出は大きなものである。運輸部門のエネルギー消費のほとんどは石油によって占められており、2016年度には同部門の総エネルギー消費の90%以上は石油によってまかなわれていた。これは、自動車や飛行機、船舶などの燃料が石油によってほぼ占められていることによる。電気やエタノールなどによる代替燃料開発も進められているものの石油に取って代わることは困難であり、2040年度予測でもこの状況にそれほどの変化はないと考えられている。また、二酸化炭素以外にも自動車の排気ガスには各種汚染物質が含まれており、大気汚染の主因のひとつとなっている。道路周辺の騒音・振動の問題も大きい。こうした問題の解決策として、自動車交通を削減し各種公共交通機関の利用を促進することや、近距離においては徒歩や自転車といったさらに環境汚染の少ない交通手段への移行などが提唱されている。

## 交通の歴史

### 交通の起源
文明が生まれる以前は、人々は狩猟によって食料を得、それを自分達だけで消費するだけであったので、遠距離を移動したり大量の荷物を運んだりする必要はほとんど無かった。しかし、農耕や牧畜が始まると、状況は一変する。計画的な食物の生産と貯蔵が可能となり、生産の効率化が進むと、共同体で消費する分より多く生産できるようになった。やがて共同体同士で必要な物資の物々交換が始まり、初めて交通が生まれた。また牧畜では家畜の食料を求めて移動しなければならず、一箇所に定住できないため大量の荷物を運ぶ必要があった。
物々交換を個別に行うのは不便であるため、地理的に離れた場所の取引を一箇所で行うための市場が成立し、物資を市場に運ぶ物流が生まれた。市場はやがて都市に発展し、都市を拠点として、自身は生産せず取引と物流だけを専門に行う商業を営むものが現れた。このように、交通の変化は経済の発達と不可分のものである。そして交通の仕組みは、経済活動の要求やインフラの状況に合わせて進化するように求められた。

### 初期の交通
もっとも基本的な交通手段は、人間そのものが歩行することである。しかし、人間が歩くだけでは移動距離が限られ、一人の人間が持てる荷物はさほど多くない。
一方、動物を利用した輸送は古くから行われた。主に馬やラクダや牛、あるいはそれらの近隣種が家畜化されて利用され、動物を利用することで、人間が単独で行動するときの数倍のスピードや貨物輸送量を得られるようになった。特に長期間にわたって水を飲まずに行動できるラクダは『砂漠の舟』とも呼ばれ、アラブ世界では自動車が普及するまで重要な輸送手段であった。
また、原始的な交通手段としては、舟の存在が挙げられる。すでにメソポタミアでは先史時代に河川交通において帆掛け船が利用されていたことが知られている。さらに紀元前2500年頃にはラガシュ市の碑文において、ペルシャ湾を越えて海洋交易が行われていたことが記されている。帆船による長距離外洋航海は季節風を利用しながら世界各地で行われており、なかでも積極的に帆船航海が行われた南太平洋においては、遠洋に浮かぶ島々の植民が進められ、6世紀頃にはポリネシア東端のイースター島にまで植民している。帆船は非常に効率的な交通手段であり、蒸気機関が実用化された19世紀においてもしばらくの間は優位性を保ち、1860年代にはクリッパー（快速帆船）によって帆船の発展は頂点に達している。

### 車輪の発明

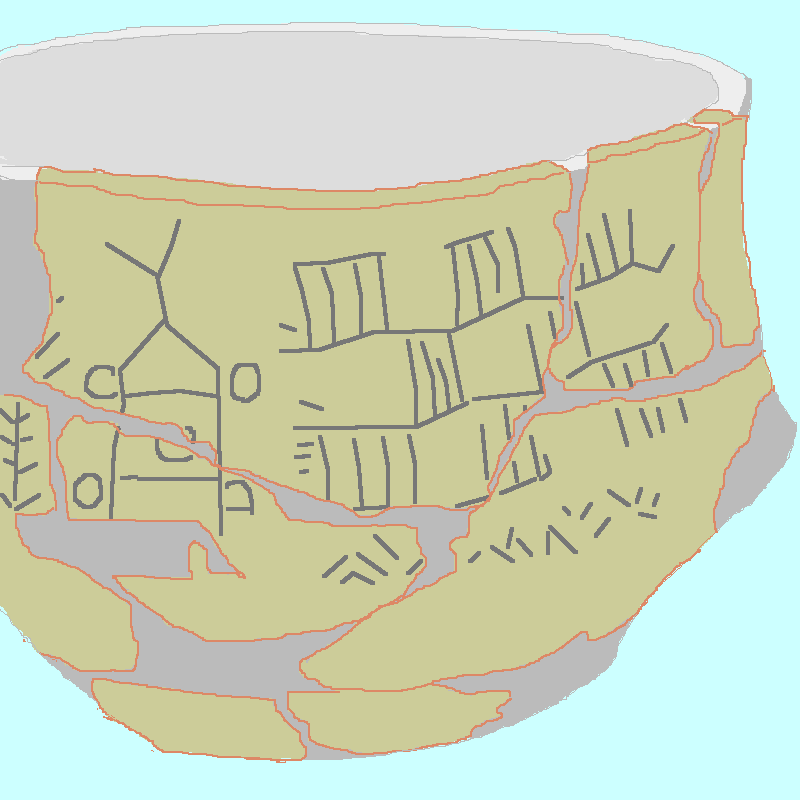
Bronocice ポット - 車輪付き車両である可能性のある最も初期の既知の画像, クラクフ, ポーランド（車輪の歴史）

車輪は紀元前3500年ころ、東ヨーロッパからシュメールのうちのどこかで発明され、その後急速にユーラシア大陸の各地に広まった。この年代のメソポタミアではロバの家畜化も行われており、ロバに引かせた荷車を利用する陸上交通もはじまっていた。一方で、マヤ文明など新大陸の文明においては車輪の存在は知られていたものの、実用化した痕跡はない。
秦始皇帝は車軌の統一を行った。車軌とは馬車についた2つの車輪の幅のことである。当時は車輪が通ってできる轍がレールのような役割をしており、車はこの轍にはまるように走っていたと考えられている。車軌の異なる馬車が同じ道を通ることは困難であるため、これを統一して流通を容易にした。

### 街道と運河の整備

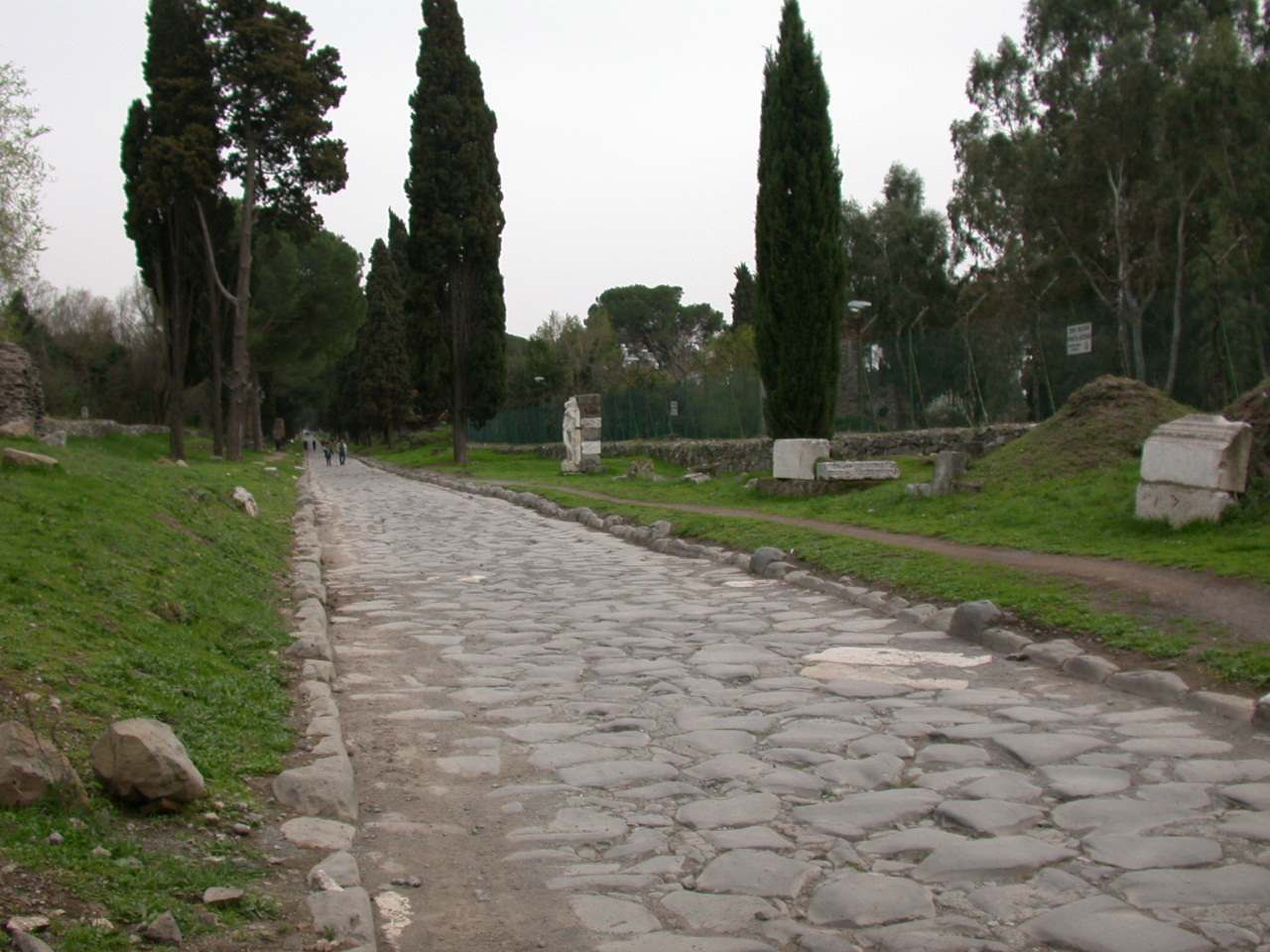
ローマ街道の一例、アッピア街道

ローマ帝国時代には、ローマから各地に向かう石畳の道路が整備された。これらはローマ街道と呼ばれる。「帝国内の各地にいち早く軍隊を派遣することが出来る」という軍事目的であったが、ここから「すべての道はローマに通ず」という言葉も生まれた。ドイツの観光街道の1つ「ロマンチック街道」は、そのローマ街道が起源である。また、イタリアの「アッピア街道」もローマ街道を起源としており、石畳などはほぼ当時のままの形で残されている。ローマ街道のほかにも、当時それぞれの地域で覇権を握った国家によって建設された街道がいくつか存在する。
国土に遍く整備された街道は中央集権国家の存立には不可欠なものであった。日本では律令制時代に古代道路ができ、江戸時代には五街道が制定され、江戸を中心とした各地への交通網が作られたが、馬車を欠いていた点が特徴である。
一方、街道の成立に伴って、その沿道には都市が生まれた。例えば、道路が川を横切る地点（渡津）は交通が滞留しやすく、都市が成立しやすい。また、古くからある街道は、後の時代において新設される主要な交通路のルートに選定されている場合が多く、高速鉄道や高速道路の多くは古くからの街道沿いに建設されている場合が多い。そのため、街道沿いの都市は現在も交通の要衝であり続けていることがほとんどであり、今や大都市に成長している例も少なくない。一方で、移動可能な速度によって都市の間隔は決まるために、交通インフラの高速化によって、都市間の競争が起こり古くからの都市が衰退する場合もある。
陸上の街道に対し、水上交通では運河が各地で整備された。とくに18世紀末のイギリスでは「運河熱」と呼ばれる運河建設ブームが巻き起こり、これによって発達した運河網は安定した大量輸送を各地で確保し、イギリスにおいて産業革命を推進する基盤のひとつとなった。

### 鉄道と蒸気船

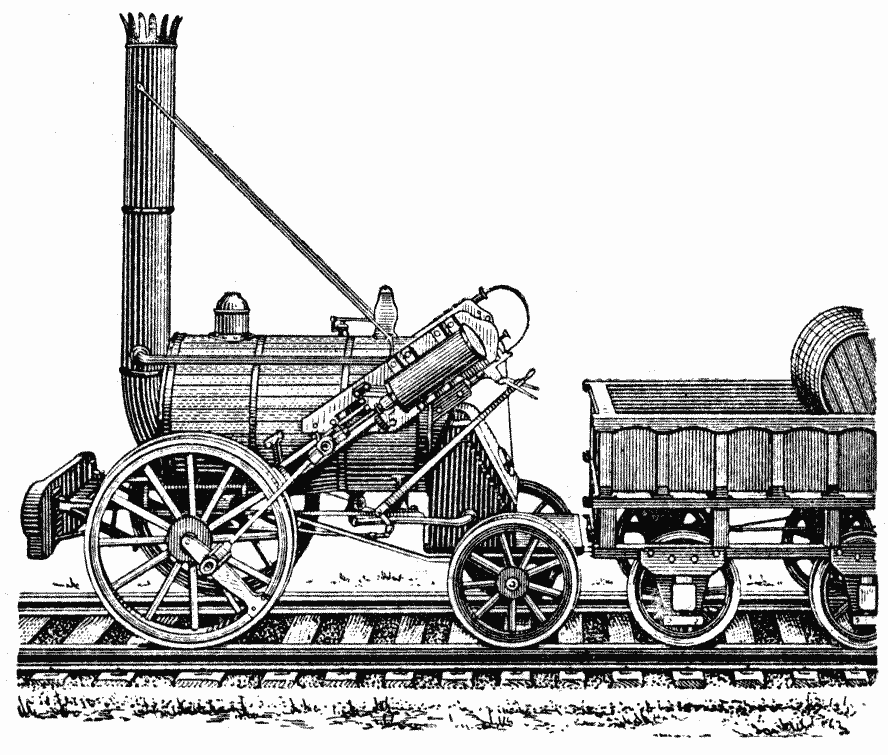
リバプール・アンド・マンチェスター鉄道に使用された蒸気機関車

近代における交通は、機械を利用した交通手段の発達なしに語ることはできない。その先駆けとなったのは、蒸気機関の発明である。蒸気機関の発明は海陸の2つの輸送機械、すなわち蒸気機関車と蒸気船を出現させ、以後の交通を一変させた。
今日のような原動機の動力を用いた鉄道の出現は1804年のトレビシックによる蒸気機関車の発明を待たなければならない。ただこの時点ではまだ実用に耐えるものでは無かった。実用化はスチーブンソン親子によってなされ、1830年、蒸気機関車による世界初の旅客鉄道がリヴァプール-マンチェスターに開通した。その有用性はすぐに認められ、以降、世界中で鉄道建設が進められることになった。ヨーロッパやアメリカでは19世紀中頃、日本を含むその他の地域では19世紀末から20世紀初頭にかけて、空前の鉄道建設ラッシュが起こり、現在も運行される主要な路線のほとんどはこの時代に、極めて短期間のうちに完成された。
水上交通においては、1807年にロバート・フルトンが蒸気外輪船の営業運航に成功した。当初の蒸気船は波に弱く、河川などの内陸水運に主に使用されていたが、1840年代に入るとより高速を得られ安定性も高いスクリュープロペラが主流となり、さらに1860年代に高性能の船舶用蒸気機関が登場することで、蒸気船は全盛期にあった帆船を駆逐して主要な海洋交通手段となった。
また、産業革命とともに都市は大規模化し、都市交通の整備が必須となった。19世紀前半にはヨーロッパ各都市で乗合馬車の運行がはじまり、鉄道馬車を経て1890年頃以降は路面電車が各都市に敷設されるようになった。この時期には地下鉄の建設も始まり、1900年頃には自動車によるバスの運行もはじまって、市民に身近な交通機関となった。
鉄道が登場するまで、旅行は多くの危険を伴う行為であった。悪路を徒歩や馬車で長時間かけて移動する必要があり、かかる費用も莫大であった。ごく限られた層を例外として、現在では一般的なレクリエーションとしての旅行はまず考えられなかった。しかし、鉄道網の発達は長距離の移動を極めて容易に、しかも安価に実現した。産業革命が生み出した一定の余暇を持つ中産階級の成長に伴って、旅行が余暇を楽しむための趣味として初めて認識されるようになった。

### 自動車と飛行機の発明

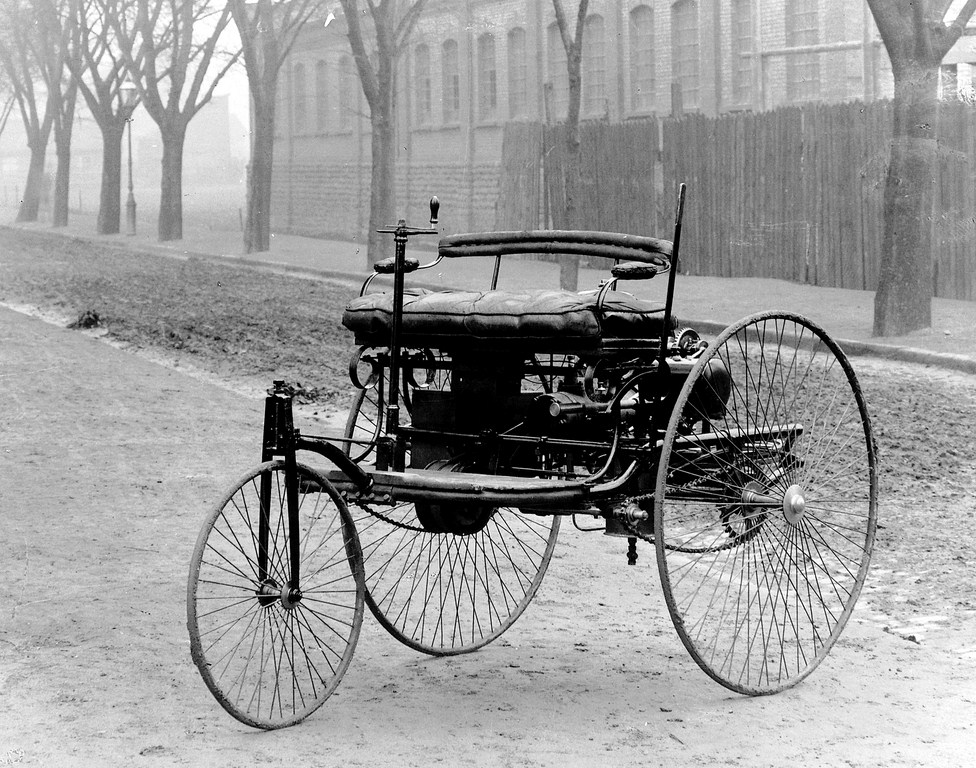
カール・ベンツ発明の自動車

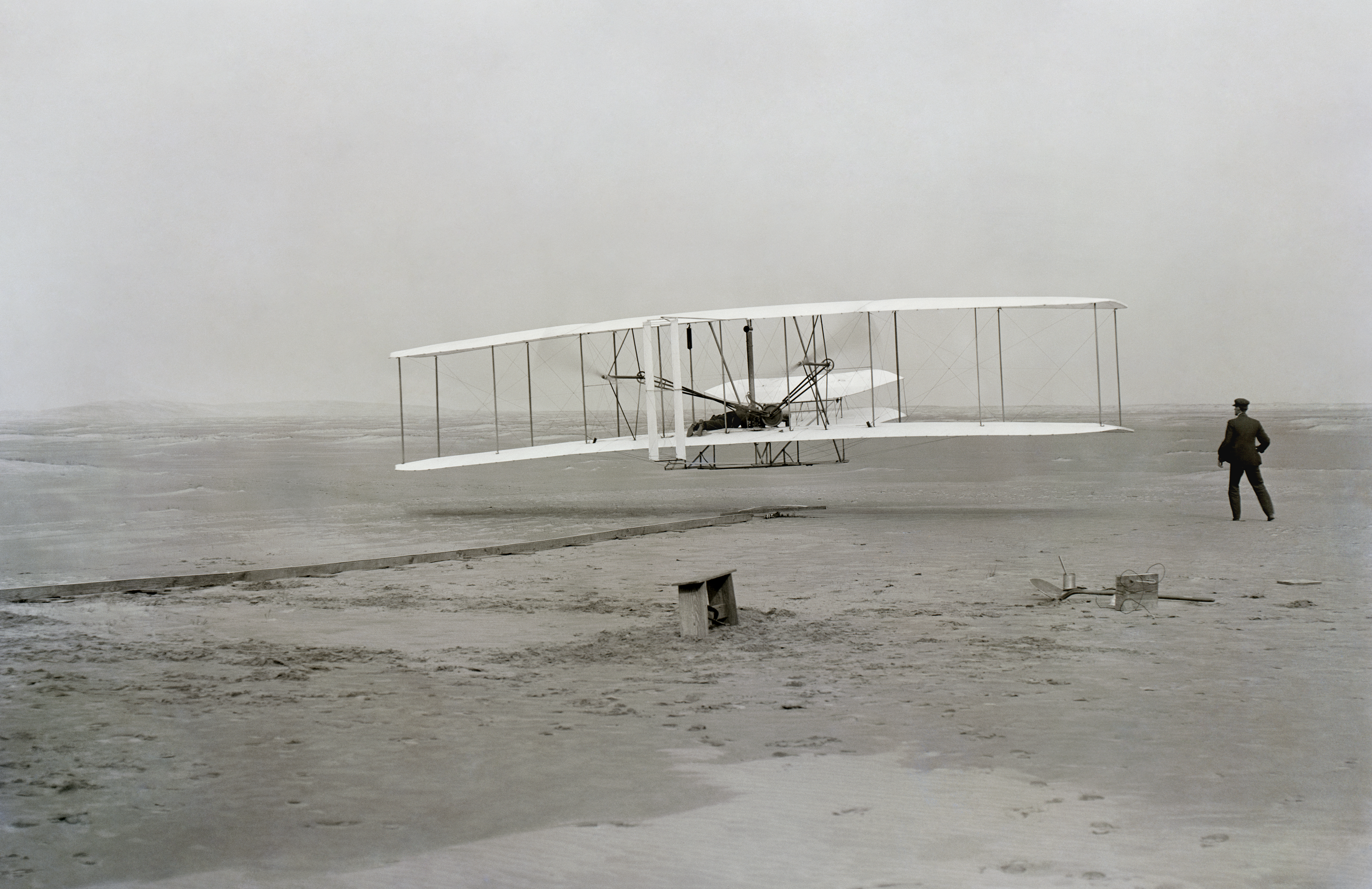
1903年、ライト兄弟による初飛行

19世紀末に内燃機関が発明されると、交通はさらに進歩した。石油という液体燃料を使用し、軽くて強力な内燃機関の登場によって、主に個人向けに使用される輸送機関である自動車の普及や、空中を飛ぶ輸送機関である飛行機の発明が可能となった。19世紀末にはガソリン自動車が発明され、当初は高価だったものの1908年にアメリカでフォード・モデルTが発売されると、一般大衆への普及が進んだ。一方、1903年にライト兄弟によって飛行機が発明されたのち、飛行機は急速に発達を遂げ、第一次世界大戦後には旅客機の定期運行がはじまり、1927年にはチャールズ・リンドバーグが大西洋横断単独無着陸飛行を成功させた。
第二次世界大戦後には世界各国でも道路の整備が進み、自動車価格が中流階級が購入可能なものになるとモータリゼーションが進展して、鉄道の衰退や、都市の郊外化といった社会への変化も引き起こすことになった。飛行機の改良も進み、1960年代にはジェットエンジンの本格導入によって飛行機の大型化と高速化が進んだ。また、世界中で地球温暖化問題が表面化する中で、化石燃料であるガソリンを利用して二酸化炭素などの温室効果ガスを排出する自動車の利用方法が問われるようになってきている。